# Glaphyra minimalis
Glaphyra minimalis là một loài bọ cánh cứng trong họ Cerambycidae.